# Mashallah
Mashallah (em árabe: مَا شَاءَ ٱللَّٰهُ, mā shāʾa -llāhu), também escrito Masha'Allah ou Masya Allah (Malásia e Indonésia), é uma frase em árabe usada para expressar um sentimento de admiração ou beleza em relação a um evento ou pessoa que acabou de ser mencionado. É uma expressão comum usada por muçulmanos e árabes que significa, em seu sentido literal, que “aconteceu o que Deus quis”.

## Etimologia
A raiz triconsonantal de shāʾ é šīn-yā'-hamza (querer), uma raiz duplamente fraca. Pode ser traduzido para o português como "como Deus quis", "o que Deus quis" ou simplesmente "Deus quis", o presente perfeito da vontade de Deus acentuando a doutrina islâmica essencial da predestinação.
O significado literal de Mashallah é "o que Deus quis", no sentido de "o que Deus quis aconteceu"; é usado para dizer que algo bom aconteceu, usado no passado. Inshallah, literalmente "se Deus quiser", é usado de forma semelhante, mas para se referir a um evento futuro.

## Outros usos
"Masha Allah" pode ser usado para parabenizar alguém. É um lembrete de que, embora a pessoa esteja sendo parabenizada, em última análise, Deus quis. Em algumas culturas, as pessoas podem proferir Masha Allah na crença de que isso pode ajudar a protegê-las do ciúme, do mau-olhado ou de um gênio. A frase também é usada na linguagem coloquial de muitas línguas não árabes com falantes predominantemente muçulmanos, incluindo indonésios, malaios, persas, turcos, curdos, bosníacos, azerbaijanos, somalis, chechenos, avares, circassianos, bangladeses, tártaros, albaneses, afegãos, paquistaneses e outros.
Também é usada por alguns cristãos e outros em áreas que eram governadas pelo Império Otomano: sérvios, albaneses cristãos, búlgaros e macedônios dizem "машала" ("mašala"), muitas vezes no sentido de "um trabalho bem feito"; também alguns georgianos, armênios, gregos pônticos (descendentes daqueles que vieram da região do Ponto), gregos cipriotas e judeus sefarditas.